# Lista de vencedores da Eurocopa e Liga dos Campeões da UEFA no mesmo ano
Este verbete lista os futebolistas que venceram o Campeonato Europeu (mais conhecido como Eurocopa) e a Liga dos Campeões da UEFA no mesmo ano. As duas competições são, respectivamente, a principal competição continental de seleções e de clubes.
A concomitância entre as duas disputas estreou em 1960, ano da primeira edição da Eurocopa, que é quadrienal. Anual, a Liga dos Campeões é jogada desde 1955. Duas vezes, em 1988 (Seleção Neerlandesa e PSV) e 2024 (Seleção Espanhola e Real Madrid), as instituições eram compatriotas.

## Lista
Dos dezessete listados, Kieft, Anelka e Joselu não jogaram a final do torneio de seleções, embora presentes na de clubes; Emerson esteve ausente apenas na de clubes; Karembeu não jogou ambas decisões; os doze demais, em sublinhado, jogaram as duas.
| Jogadores          | Final (EC)          | Seleção       | Final (UCL)        | Time           | Dif. entre datas   |
| ------------------ | ------------------- | ------------- | ------------------ | -------------- | ------------------ |
| Luis Suárez        | 21 de junho de1964  | Espanha       | 27 de maio de1964  | Inter de Milão | 25 d               |
| Hans van Breukelen | 25 de junho de 1988 | Países Baixos | 25 de maio de 1988 | PSV            | 1 m. (31 d)        |
| Ronald Koeman      | 25 de junho de 1988 | Países Baixos | 25 de maio de 1988 | PSV            | 1 m. (31 d)        |
| Berry van Aerle    | 25 de junho de 1988 | Países Baixos | 25 de maio de 1988 | PSV            | 1 m. (31 d)        |
| Gerald Vanenburg   | 25 de junho de 1988 | Países Baixos | 25 de maio de 1988 | PSV            | 1 m. (31 d)        |
| Wim Kieft          | 25 de junho de 1988 | Países Baixos | 25 de maio de 1988 | PSV            | 1 m. (31 d)        |
| Anelka             | 2 de julho de 2000  | França        | 24 de maio de 2000 | Real Madrid    | 1 m. e 8 d (39 d)  |
| Karembeu           | 2 de julho de 2000  | França        | 24 de maio de 2000 | Real Madrid    | 1 m. e 8 d (39 d)  |
| Fernando Torres    | 1 de julho de 2012  | Espanha       | 19 de maio de 2012 | Chelsea        | 1 m. e 12 d (43 d) |
| Juan Mata          | 1 de julho de 2012  | Espanha       | 19 de maio de 2012 | Chelsea        | 1 m. e 12 d (43 d) |
| Cristiano Ronaldo  | 10 de julho de 2016 | Portugal      | 28 de maio de 2016 | Real Madrid    | 1 m. e 12 d (43 d) |
| Pepe               | 10 de julho de 2016 | Portugal      | 28 de maio de 2016 | Real Madrid    | 1 m. e 12 d (43 d) |
| Jorginho           | 11 de julho de 2021 | Itália        | 29 de maio de 2021 | Chelsea        | 1 m. e 12 d (43 d) |
| Emerson            | 11 de julho de 2021 | Itália        | 29 de maio de 2021 | Chelsea        | 1 m. e 12 d (43 d) |
| Dani Carvajal      | 14 de julho de 2024 | Espanha       | 1 de junho de 2024 | Real Madrid    | 1 m. e 12 d (43 d) |
| Joselu             | 14 de julho de 2024 | Espanha       | 1 de junho de 2024 | Real Madrid    | 1 m. e 12 d (43 d) |
| Nacho              | 14 de julho de 2024 | Espanha       | 1 de junho de 2024 | Real Madrid    | 1 m. e 12 d (43 d) |

| Outras conquistas na mesma temporada                      | Outras conquistas na mesma temporada                                                       |
| Em negrito, campeão finalista em título mundial de clubes | Em negrito, campeão finalista em título mundial de clubes                                  |
| Jogadores                                                 | Conquistas (data da final ou última rodada)                                                |
| --------------------------------------------------------- | ------------------------------------------------------------------------------------------ |
| Luis Suárez                                               | Copa Intercontinental de 1964 (26 de setembro)                                             |
| Hans van Breukelen                                        | - Eredivisie de 1987–88 (8 de maio) - Copa dos Países Baixos de 1988 (12 de maio)          |
| Ronald Koeman                                             | - Eredivisie de 1987–88 (8 de maio) - Copa dos Países Baixos de 1988 (12 de maio)          |
| Berry van Aerle                                           | - Eredivisie de 1987–88 (8 de maio) - Copa dos Países Baixos de 1988 (12 de maio)          |
| Gerald Vanenburg                                          | - Eredivisie de 1987–88 (8 de maio) - Copa dos Países Baixos de 1988 (12 de maio)          |
| Wim Kieft                                                 | - Eredivisie de 1987–88 (8 de maio) - Copa dos Países Baixos de 1988 (12 de maio)          |
| Anelka                                                    |                                                                                            |
| Karembeu                                                  |                                                                                            |
| Fernando Torres                                           | FA Cup de 2011–12 (5 de maio)                                                              |
| Juan Mata                                                 | FA Cup de 2011–12 (5 de maio)                                                              |
| Cristiano Ronaldo                                         | - Mundial de Clubes de 2016 (18 de dezembro) - Supercopa da UEFA de 2016 (9 de agosto)     |
| Pepe                                                      | - Mundial de Clubes de 2016 (18 de dezembro) - Supercopa da UEFA de 2016 (9 de agosto)     |
| Emerson                                                   | Supercopa da UEFA de 2021 (11 de agosto)                                                   |
| Jorginho                                                  | Mundial de Clubes de 2021 (12 de fevereiro, 2022) Supercopa da UEFA de 2021 (11 de agosto) |
| Dani Carvajal                                             | - La Liga de 2023–24 (26 de maio) - Supercopa da Espanha de 2024 (14 de janeiro)           |
| Joselu                                                    | - La Liga de 2023–24 (26 de maio) - Supercopa da Espanha de 2024 (14 de janeiro)           |
| Nacho                                                     | - La Liga de 2023–24 (26 de maio) - Supercopa da Espanha de 2024 (14 de janeiro)           |

- Conquista de Copa das Confederações/Finalíssima subsequente (sublinhado, finalistas): Anelka e Karembeu (2001).